# نووا نادژدا
نووا نادژدا (به بلغاری: Nova Nadezhda) یک منطقهٔ مسکونی در بلغارستان است که در شهرستان هاسکوفو واقع شده‌است.